# 614 Pia
614 Pia
614 Pia là một tiểu hành tinh ở vành đai chính. Nó được August Kopff phát hiện ngày 11.10.1906 ở Heidelberg và được đặt theo tên Pia, tên họ của phụ nữ Đức, hoặc cũng có thể theo tên Pia-Sternwarte (đài thiên văn Pia) ở Trieste, một đài thiên văn tư nhân của Johann Nepomuk Krieger (1865–1902), một nhà thiên văn học nghiệp dư kiêm nhà nghiên cứu Mặt Trăng người Đức.